# Szentmiklósi Ferenc
Szentmiklósi Ferenc (Csíkszereda, 1912 – Marosvásárhely, 1993.) erdélyi magyar tankönyvíró.

## Életútja, munkássága
Középiskoláit Kolozsváron a Piarista Főgimnáziumban végezte, ahol tanára, Puskás Lajos volt nagy hatással életpályája további alakulására. A kolozsvári I. Ferdinand Egyetemen szerzett magyar–francia szakos tanári diplomát. Tanított a marosvásárhelyi, majd a székelyudvarhelyi Római Katolikus Gimnáziumban, 1939-től Gyulafehérváron, a Mailáth Főgimnáziumban. Az 1944. augusztus 23-iki átállás után Târgu Jiuba internálták, innen 1945 nyarán szabadult, s újra Gyulafehérváron tanított. 1945-ben kinevezték a brassói Tankerület magyar szakos főtanfelügyelőjévé. Márton Áron közeli munkatársa volt, az 1946-os parlamenti választások előtt az ő hozzájárulásával vállalta el Csík vármegye parlamenti képviselőjelöltségét. 1947-ben a magyarnyelv-tanítás országos főtanfelügyelője lett. A püspök letartóztatása után otthagyta a fővárost, s rövid ideig Nagyszebenben lakott; letartóztatása elől azonban a Bánságba volt kénytelen menekülni; itt egy fakitermelésnél volt főkönyvelő, majd Zámban tisztviselő. Márton Áron szabadulása után, 1956-tól a gyulafehérvári kántorképző tanára; később visszatelepedett Marosvásárhelyre; itt halt meg.
1940–44 között Vita Zsigmonddal közösen szerkesztette a Magyar népmesék c. kötetet (Nagyenyed, 1942; 2. kiad. Nagyenyed, 1943) és több magyar nyelv- és nyelvtantankönyvet a dél-erdélyi iskolák számára (Magyar olvasókönyv. Líceumok, gimnáziumok és tanítóképzők I. osztálya számára. Nagyenyed, 1943; Magyar nyelvtan. Nagyenyed, 1943).